# CETME (Schnellfeuergewehr)
Das Schnellfeuergewehr CETME ist eine vollautomatische Dienst- und Ordonnanzwaffe, die ab 1949 am Centro de Estudios Técnicos de Materiales Especiales in Madrid entwickelt wurde und dessen Namen trägt.
Es war 1956 bis 1999 Teil der Ausrüstung der Guardia Civil und der Streitkräfte Spaniens.
Seine Konstruktion gilt als entscheidendes Vorbild für die Entwicklung des Heckler & Koch G3. Insgesamt wurden mindestens sieben Weiterentwicklungen des ursprünglichen Modells A gefertigt.

## Funktion
In seinem Aufbau dem HK G3 entwicklungsbedingt sehr ähnlich, ist das CETME-Schnellfeuergewehr ein Rückstoßlader mit verzögertem Masseverschluss, ausgeführt als halbstarres beweglich abgestütztes Rollenverschluss-System und feststehendem Lauf. Die Munition wird von unten durch ein Kurvenmagazin zugeführt.

## Entwicklungs- und Verwendungsgeschichte

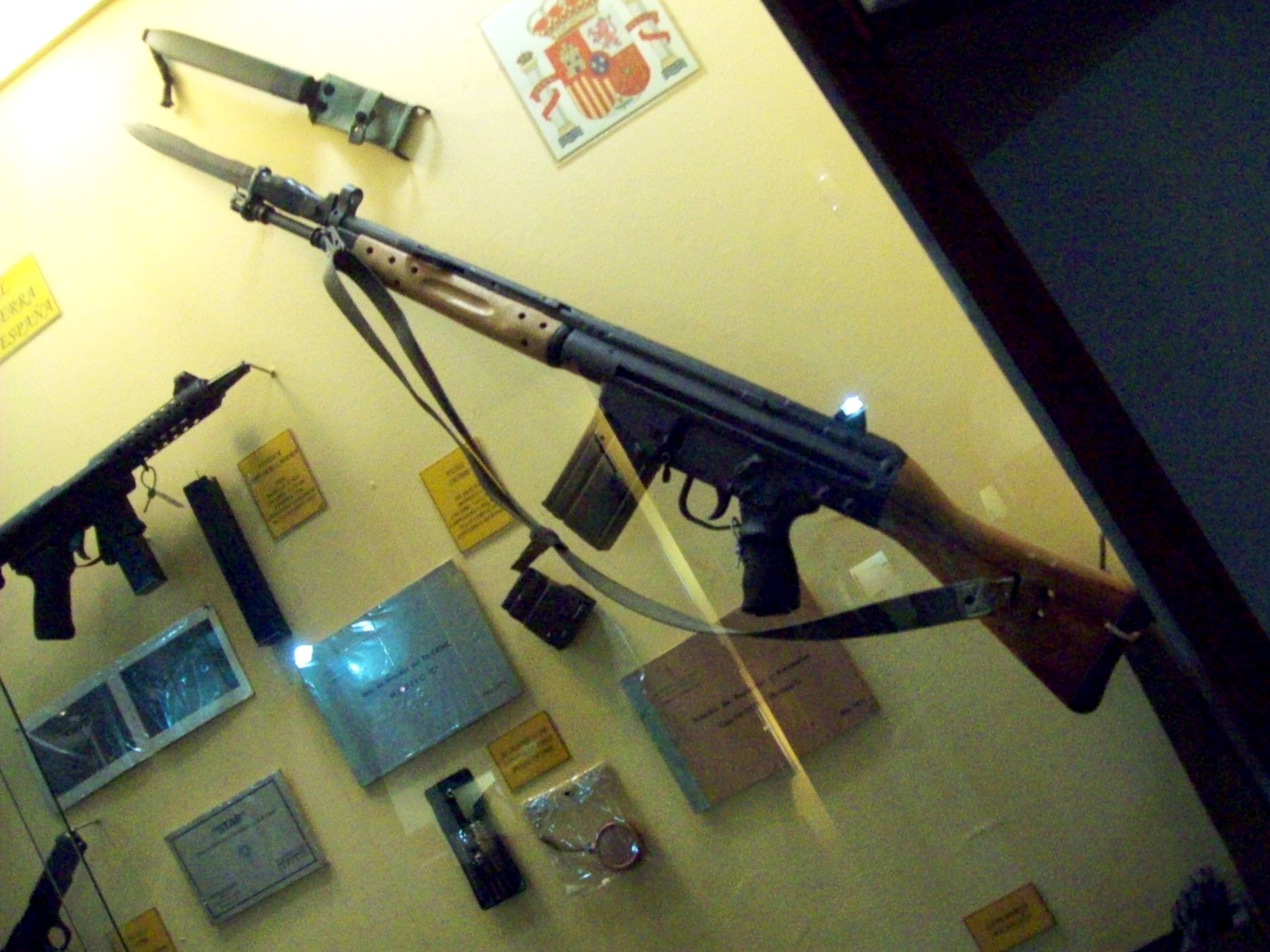
CETME mit Bajonett

Eine Gruppe von Konstrukteuren am CETME unter der Leitung von Werner Heynen begann 1949 mit der Entwicklung eines neuen Schnellfeuergewehrs für die spanische Regierung. Unter ihnen war Ludwig Vorgrimler, der bereits während des Zweiten Weltkriegs in den Mauser-Werken in Oberndorf an der Entwicklung des Sturmgewehres Modell 45 M maßgeblich beteiligt war.
Zunächst wurden zwei Prototypen im Kaliber 7,92×33 Typ PP 43 konstruiert: Ehemalige Rheinmetall-Ingenieure unter der Leitung von Hartmut Menneking hatten bereits einen neunmonatigen Vorsprung mit ihrem gasdruckladenden CETME Modelo 1, aber Vorgrimler und sein Team von ehemaligen Mauser-Ingenieuren stellten ihren rückstoßladenden CETME Modelo 2-Prototyp im Dezember 1950 fertig. Die spanische Regierung wählte das CETME Modelo 2 für die weitere Entwicklung im Juli 1952 aus.
Dieses war zunächst noch angepasst auf eine eigens entwickelte leichtere Munitionsvariante. Spätere Versuchswaffen des CETME Modelo 2 wurden für das aufkommende NATO-Kaliber 7,62×51 mm gefertigt, wiederum mit leichterer Munition aus Eigenentwicklung, der CETME/NATO-Patrone. 1956 begann man bei Empresa Nacional Santa Bárbara mit der Produktion des aus dem CETME Modelo 2 weiterentwickelten Modelo A.
Das spätere Modelo B (auch „Modell 58“) mit geringfügigen Modifikationen und Eignung für das Abschießen von Gewehrgranaten erschien 1958. Zur gleichen Zeit vergab man Lizenzrechte an die niederländische Wapens & Munitiefabrik de Kruithoorn BV, die schließlich vom deutschen Waffenhersteller Heckler & Koch erworben wurde, der diese zur Entwicklung des späteren G3 nutzte.
Auf diesen Weiterentwicklungen durch H&K basiert auch das spätere CETME Modelo C, das auf die übliche Standard-NATO-Munition abgestimmt ist und das Mitte der 1960er Jahre, die Vorgängermodelle ablösend, in Produktion ging. Zusätzlich wurden ein spezielles Manöverpatronengerät zum Aufsetzen auf die Laufmündung und ein montierbares Zweibein entwickelt.
Neben der Produktion für das spanische Militär wurde das CETME C auch an die Streitkräfte Dänemarks, Norwegens, Pakistans, Portugals und Schwedens geliefert.
Die späteren Modelle D und E wiesen veränderte Visiereinrichtungen, Magazinhalterungen, sowie einen neuen Handschutz und Kolben aus Kunststoff auf, gingen aber nie in Serienfertigung.
1981 wurde mit der Ausrüstung des spanischen Militärs mit neuen Fabrikaten begonnen, die für das kleinere Kaliber 5,56×45 mm gefertigt wurden.
Ab 1985 wurden die in Serie produzierten, nun als CETME L und LC bezeichneten Waffen ausgegeben. Diese Weiterentwicklungen des CETME C beruhen unter anderem auf den Konstruktionen des HK G41, des belgischen FN FNC und des US-amerikanischen M16. So wurde zum Beispiel die Anbringungshöhe des Schaftes angepasst, um die Kräfteverteilungen der Waffe auf eine zentrale Linie bringen zu können und so die Rückstoßenergie zu verringern.
Das Gehäuse wurde von einem runden zu einem rechteckigen Querschnitt umgeformt und mit einer seitlichen, länglichen Vertiefung zur Stabilisierung und einem Verriegelungsstück versehen.
Die vordere, das Korn tragende Lauf-Manschette wurde überarbeitet und ein Spanngriff zur Befestigung des Zweibeins angebracht.
Zusätzlich bieten einige gleichnamige neuere Export-Modelle neben Einzelschuss- und Dauerfeuereinstellung eine 3-Schuss-Feuerstoß-Automatik, sowie einen abklappbaren Abzugbügel, der die Bedienung mit Handschuhen erleichtern soll.
Das Modell LC ist eine verkürzte Version des Modells L mit ausziehbarer Metall-Schulterstütze, robusten Kunststoff-Griffteilen und verändertem Mündungsfeuerdämpfer ohne Granatabschuss- oder Bajonettfixierungs-Möglichkeit zum Einsatz durch Spezialeinheiten und Gefechtsfahrzeug-Besatzungen.
Sowohl das L- als auch das LC-Modell existieren in zwei Varianten mit unterschiedlichen Drall-Längen (178 mm und 305 mm) und können neben den 5-, 20- und 30-schüssigen Standard-Kurvenmagazinen auch mit denen des FN FNC oder des M16A1 und A2 geladen werden.
Die Visiereinrichtung ohne zusätzliches Zielfernrohr besteht aus einem höhenverstellbaren, phosphoreszierenden Stabkorn und einem für 300 m oder 400 m einstellbaren Diopter.
Eine weitere Version des Gewehrs, das Modell LV, wurde für die Verwendung eines (Nachtsicht-)Zielfernrohrs optimiert.
Erst 1999 löste das HK G36 das CETME-Schnellfeuergewehr als Infanterie-Waffe des Militärs in Spanien ab.

## Modellvarianten

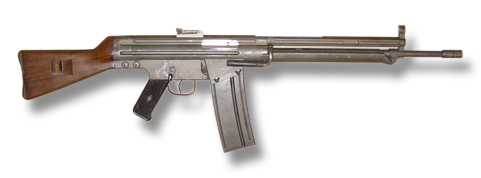
StGw CETME A2 (Prototyp)
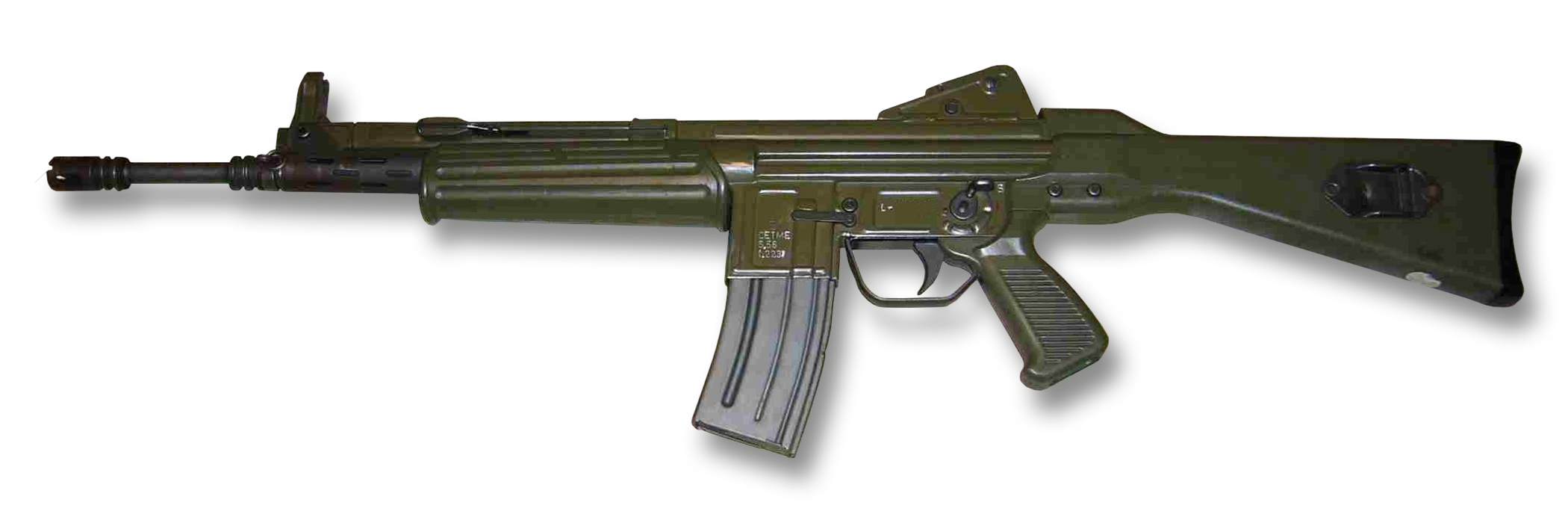
StGw CETME L

| Modell | Jahr der Einführung | Kaliber           | Einsatz-Schussweite | Geschoss-Geschwindigkeit | Kadenz    | Länge                                           | Lauflänge | Masse ohne Magazin | Neuerungen |
| ------ | ------------------- | ----------------- | ------------------- | ------------------------ | --------- | ----------------------------------------------- | --------- | ------------------ | --- |
| A1, A2 | 1956                | 7,62 × 51 mm NATO | 600 m               | 760 m/s                  | 550 S/min | 970 mm                                          | 435 mm    | 4,25 kg            | |
| B      | 1958                | 7,62 × 51 mm NATO | 600 m               | 760 m/s                  | 550 S/min | 1.000 mm                                        | 450 mm    | 4,85 kg            | Verwendbar zum Abschuss von Gewehrgranaten |
| C      | 1965 (ca.)          | 7,62 × 51 mm NATO | 600 m               | 780 m/s                  | 600 S/min | 1.015 mm                                        | 450 mm    | 4,20 kg            | Auf Grundlage des HK G3 überarbeitetes Verschluss-System, verstellbare Visierung, Montage für Zielfernrohr mit Nachtsicht und Zweibein                                                                   |
| D, E   | 1965                | 7,62 × 51 mm NATO | 600 m               | 780 m/s                  | 600 S/min | 1.015 mm                                        | 450 mm    | 4                  | Keine Serienfertigung. Neue Visiereinrichtung und Magazinhalterung, bzw. neuer Handschutz und Schaft aus Kunststoff                                                                                      |
| L      | 1985                | 5,56 × 45 mm NATO | 600 m               | 920 m/s                  | 750 S/min | 925 mm                                          | 400 mm    | 3,40 kg            | Verändertes Gehäuse und Lauf in neuem Kaliber mit zwei Drall-Längen, höher angebrachter Schaft, verringerter Rückstoß, Kunststoff- oder Metall-Griffteile, Verwendbarkeit von fabrikatsfremden Magazinen |
| LC     | 1985                | 5,56 × 45 mm NATO | 600 m               | 850 m/s                  | 750 S/min | 665 mm (860 mm mit ausgezogener Schulterstütze) | 320 mm    | 3                  | Teleskop-Schulterstütze, neuer Mündungsfeuerdämpfer (kein Abschuss von Gewehrgranaten, kein Bajonett möglich)                                                                                            |
| LV     | 1985                | 5,56 × 45 mm NATO | 600 m               | 920 m/s                  | 750 S/min | 925 mm                                          | 400 mm    | 4                  | Optimiert für erweiterte Optik inkl. neuer Nachtsicht-Geräte |